# ニック・ゴメス
ニック・ゴメス（Nick Gomez、1963年4月13日 - ）は、アメリカ合衆国の映画監督。

## 作品
- エクスパンス -巨獣めざめる- シーズン5
- スニーキー・ピート シーズン3
- MONSTER　モンスター
- ギャング・イン・ＬＡ
- ＣＲＩＳＩＳ　～完全犯罪のシナリオ
- LAW & ORDER： 性犯罪特捜班 シーズン15
- ブラックリスト シーズン1
- ザ・フォロイング
- バーン・ノーティス　元スパイの逆襲 シーズン6
- マジックシティ　黒い楽園 シーズン1
- ダメージ シーズン4
- Dr.HOUSE　―ドクター・ハウス― シーズン6
- DARK BLUE／潜入捜査 シーズン1
- トゥルーブラッド シーズン1
- ブラザーフッド シーズン3
- ブラザーフッド シーズン2
- デクスター　～警察官は殺人鬼 シーズン2
- ブラザーフッド シーズン1
- ザ・シールド　～ルール無用の警察バッジ～ シーズン4
- ４４００　未知からの生還者2
- ４４００　未知からの生還者
- ザ・シールド　～ルール無用の警察バッジ～ シーズン3
- ザ・シールド　～ルール無用の警察バッジ～ シーズン1
- ナイトビジョン
- MONA 彼女が殺された理由
- ＯＺ／オズ シーズン3
- ザ・ソプラノズ／哀愁のマフィア 第1シーズン
- ホミサイド／殺人捜査課 第6シーズン
- ＯＺ／オズ シーズン2
- ホミサイド／殺人捜査 第5シーズン
- ＯＺ／オズ シーズン1
- イル・タウン
- ホミサイド／殺人捜査課 第3シーズン
- ニュージャージー・ドライブ
- ホミサイド／殺人捜査課 第1シーズン